# 石井一男
石井一男（いしい かずお、1949年3月28日 - ）は、日本の実業家。元･日本ビューホテル株式会社（現・ヒューリックホテルマネジメント株式会社）代表取締役社長、取締役会長、元･日本ビューホテル事業株式会社代表取締役社長。

## 人物・経歴
1949年生まれ。千葉商科大学商経学部卒業。1971年日本ビューホテル株式会社（現・ヒューリックホテルマネジメント株式会社）入社。2002年日本ビューホテル事業株式会社代表取締役社長、2010年5月日本ビューホテル株式会社常務執行役員、同年7月常務取締役、2012年代表取締役専務を経て、2013年代表取締役社長 就任。2016年取締役会長、2019年取締役会長退任。